# Armeegruppe Loch
De Armeegruppe Loch was een Duitse Armeegruppe in de Tweede Wereldoorlog, genoemd naar haar bevelhebber, General der Artillerie Herbert Loch. De Armeegruppe kwam eind 1943 gedurende iets meer dan een maand in actie in de buurt van Leningrad.

## Krijgsgeschiedenis
De Armeegruppe Loch werd opgericht in de buurt van Ljoeban op 31 oktober 1943 uit de staf van het 28e Legerkorps. De staf werd bevelvoerend over het 1e en 43e Legerkorps, naast de eigen troepen, om de frontuitstulping bij Pogostje (westelijk van Kirisji) te bewaken.
Op 4 december 1943 werd de Armeegruppe Loch ontbonden en de staf fungeerde weer als staf van het 28e Legerkorps.

## Commandant
| Rang                                | Naam            | Begin           | Eind |
| ----------------------------------- | --------------- | --------------- | ---- |
| General der Artillerie Herbert Loch | 31 oktober 1943 | 4 december 1943 |      |